# Südbalkan-Hainbuche
Die Südbalkan-Hainbuche (Carpinus austrobalcanica) ist eine Pflanzenart aus der Gattung der Hainbuchen (Carpinus) innerhalb der Familie der Birkengewächse (Betulaceae). Sie kommt nur in Südalbanien und Nordwestgriechenland vor.
Neben der Gewöhnlichen Hainbuche (Carpinus betulus L.) und der Orientalischen Hainbuche (Carpinus orientalis Mill.) ist sie die dritte in Europa vorkommende Art. Die Südbalkan-Hainbuche wurde erst 2024 erstbeschrieben.

## Beschreibung

### Vegetative Beschreibung
Die Südbalkan-Hainbuche ist ein sommergrüner Baum, der eine Höhe von bis zu 15 Meter erreicht. Die Borke ist hellbraun bis graubraun, mit senkrechten, einige Zentimeter langen Platten; auf alten Bäumen ist die Rinde meist mit einer dicken Schicht aus Moosen und Flechten bedeckt. Die Zweige sind rötlich-braun, kahl, oft mit vielen auffälligen weißen Lentizellen. Die Knospen sind verkehrt-eiförmig, mit behaarten oder bewimperten Schuppen mit hellem Rand, bis zu 10,9 Millimeter lang und 4,8 Millimeter breit. 
Die Blattstiele sind zottig bis kahlköpfig. Die Nebenblätter sind hellbraun bis rötlich-braun, gleich lang oder länger als der Blattstiel und bleiben oft bis zum Herbst an den Zweigen. Die Laubblätter sind wechselständig, die Blattspreite ist elliptisch bis eiförmig oder verkehrt-eiförmig, 5,7–9,8 Zentimeter lang und 3,3–6,1 Zentimeter breit.
Die Blätter sind mehr oder weniger ledrig, unterseits entlang der Adern spärlich zottig, in den Achseln der Seitenadern spärlich bärtig, an der Basis abgerundet bis keilförmig oder leicht herzförmig, am Rand regelmäßig oder unregelmäßig doppelt feingesägt, an der Spitze spitz bis zugespitzt. Die Seitennerven sind nicht ausgeprägt, mehr oder weniger auf der Höhe der Blattoberfläche (unterseits nicht erhaben und oberseits nicht deutlich eingedrückt).

### Generative Merkmale
Die weiblichen Blütenstände stehen end- oder achselständig an Kurztrieben; die Blüten stehen paarig. Die Hüllblätter sind dreilappig, der Rand der Lappen ist ganzrandig oder selten gesägt. Der Fruchtstand ist hängend und im späten Fruchtstadium bis zu 25 Zentimeter lang, der Stiel ist 5,5–28,1 Millimeter lang. Die Nüsschen sind eiförmig-elliptisch, 7,2–10,3 Millimeter lang und 6,4–7,2 Millimeter breit, kahl, braun, deutlich 6- oder 9-rippig und an der Spitze mit mehreren Zähnen.

### Chromosomenzahl
Die Chromosomenzahl ist laut dem Forschungsstand 2024 noch unbekannt, basierend auf der Relativen Genomgröße wird von den Forschern angenommen, dass die Art dekaploid ist, also 10 Chromosomensätze besitzt.

## Bilder

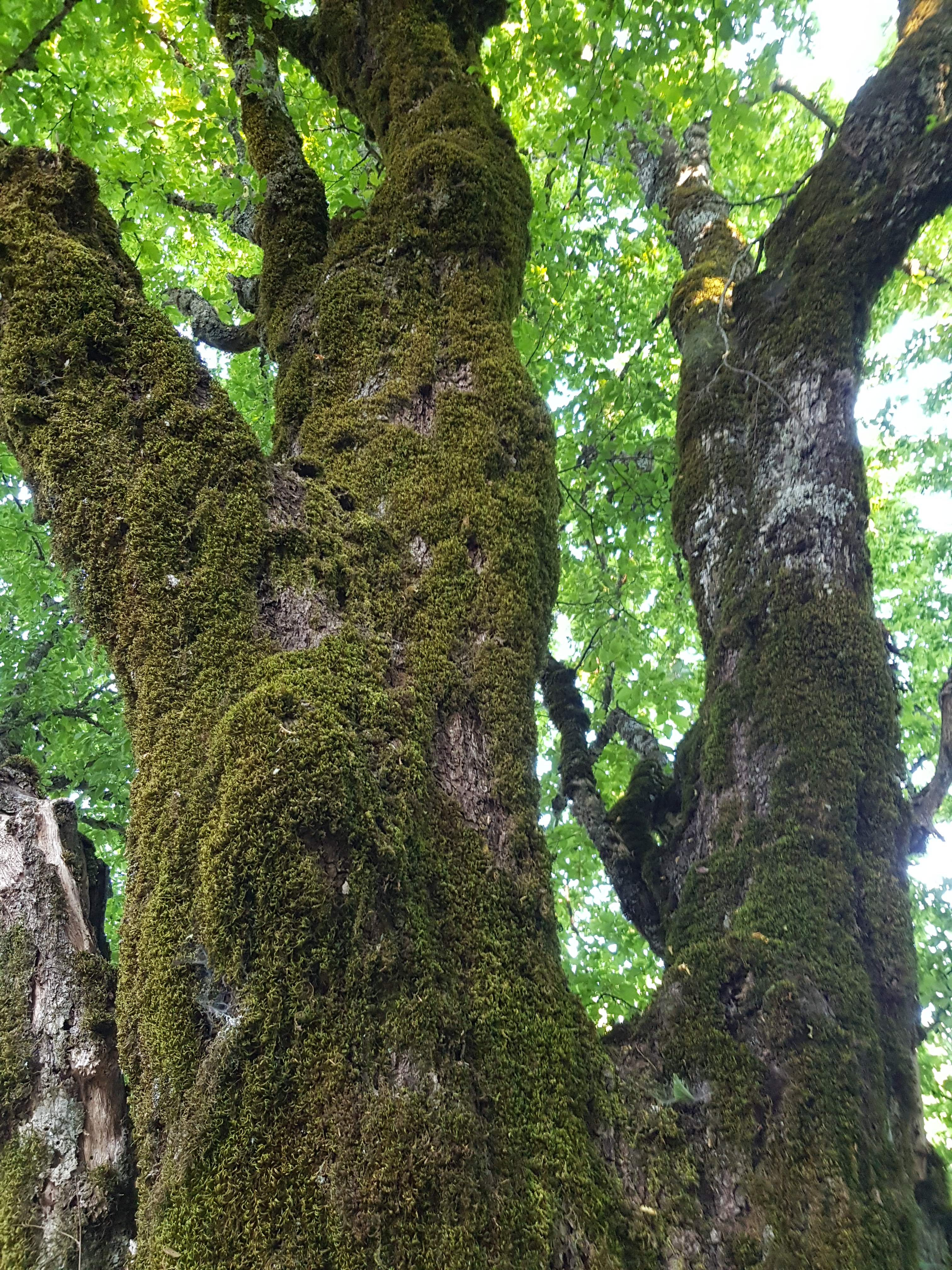
Stamm mit Moosen
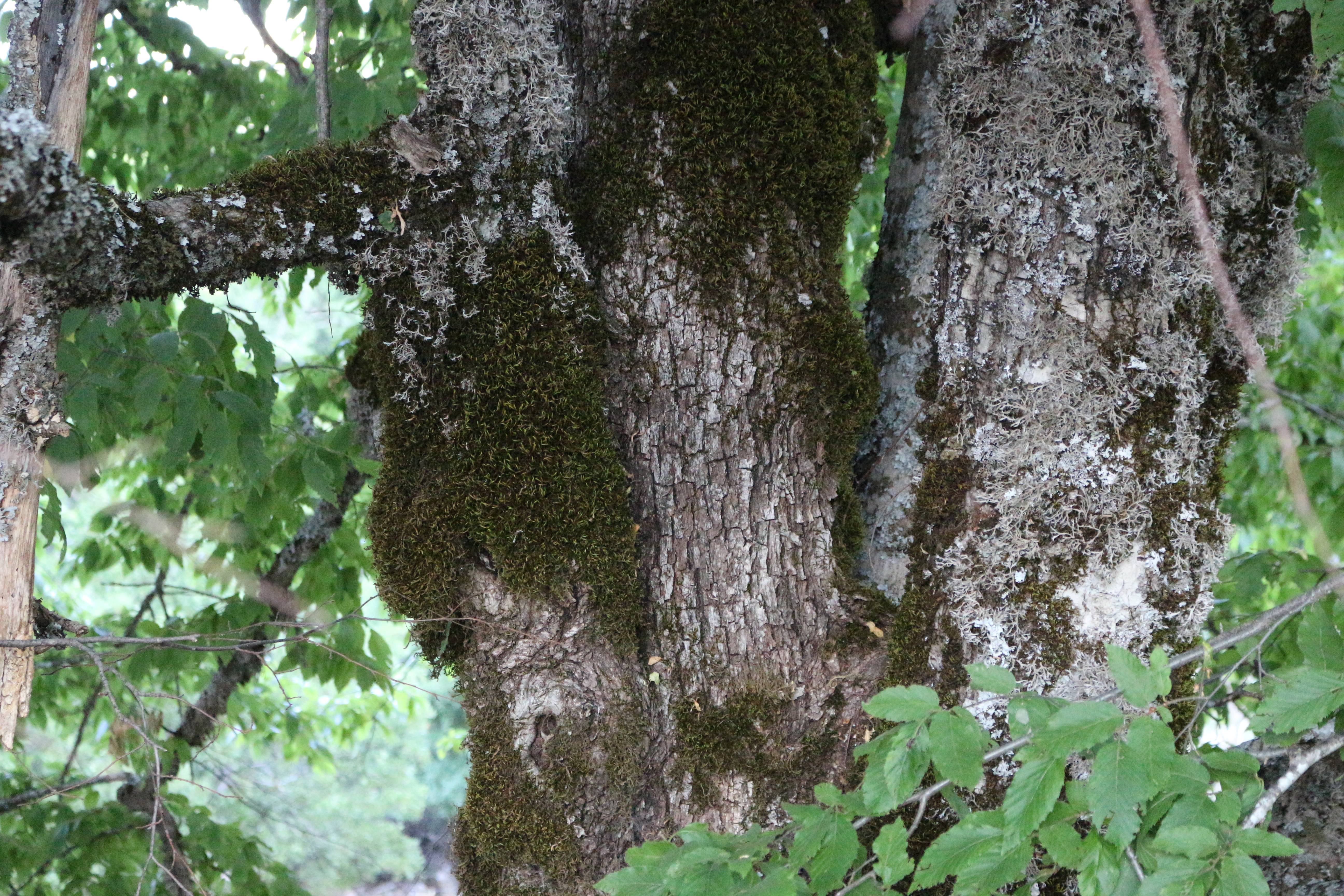
Stamm mit Flechten und Moosen
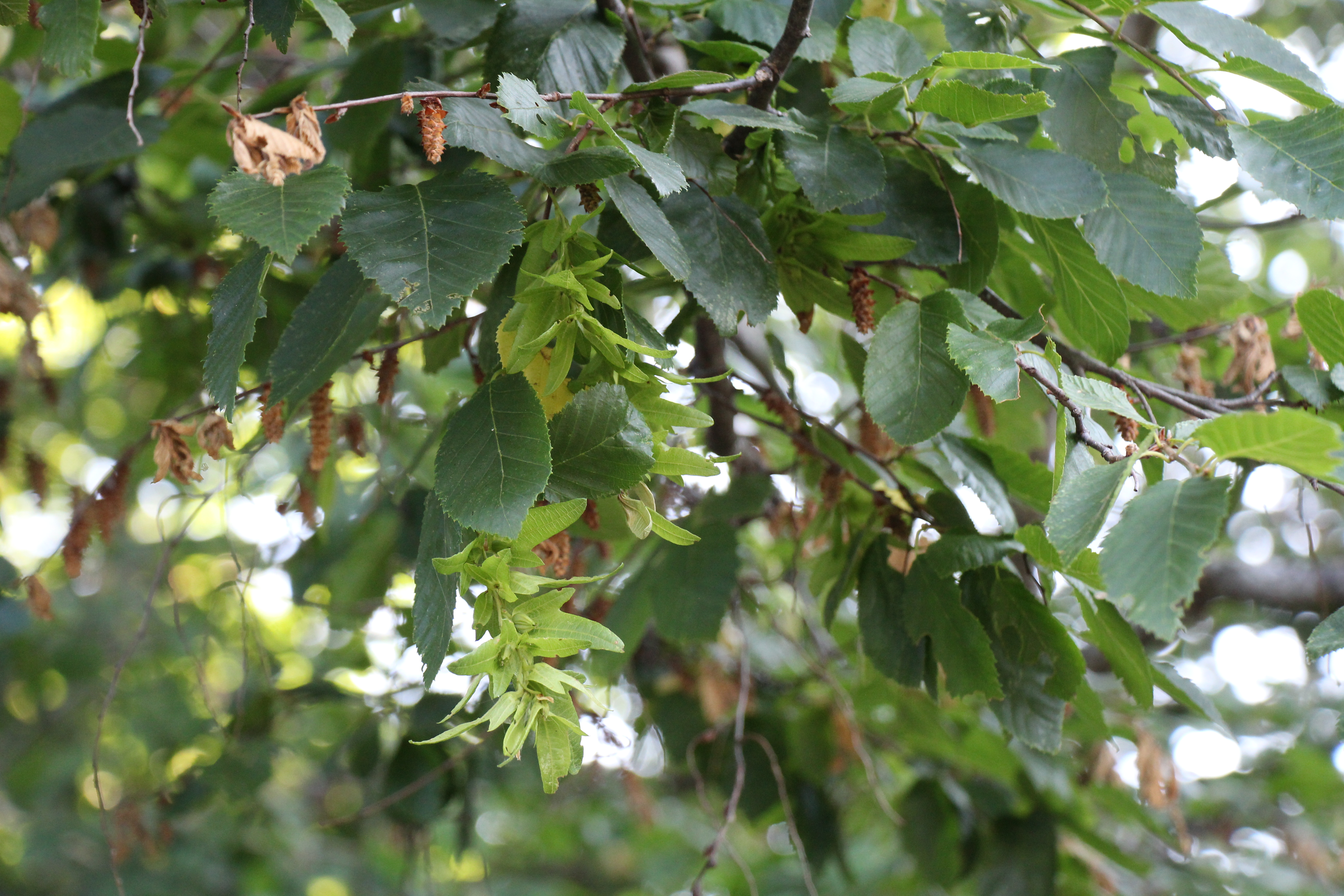
Blätter und Früchte
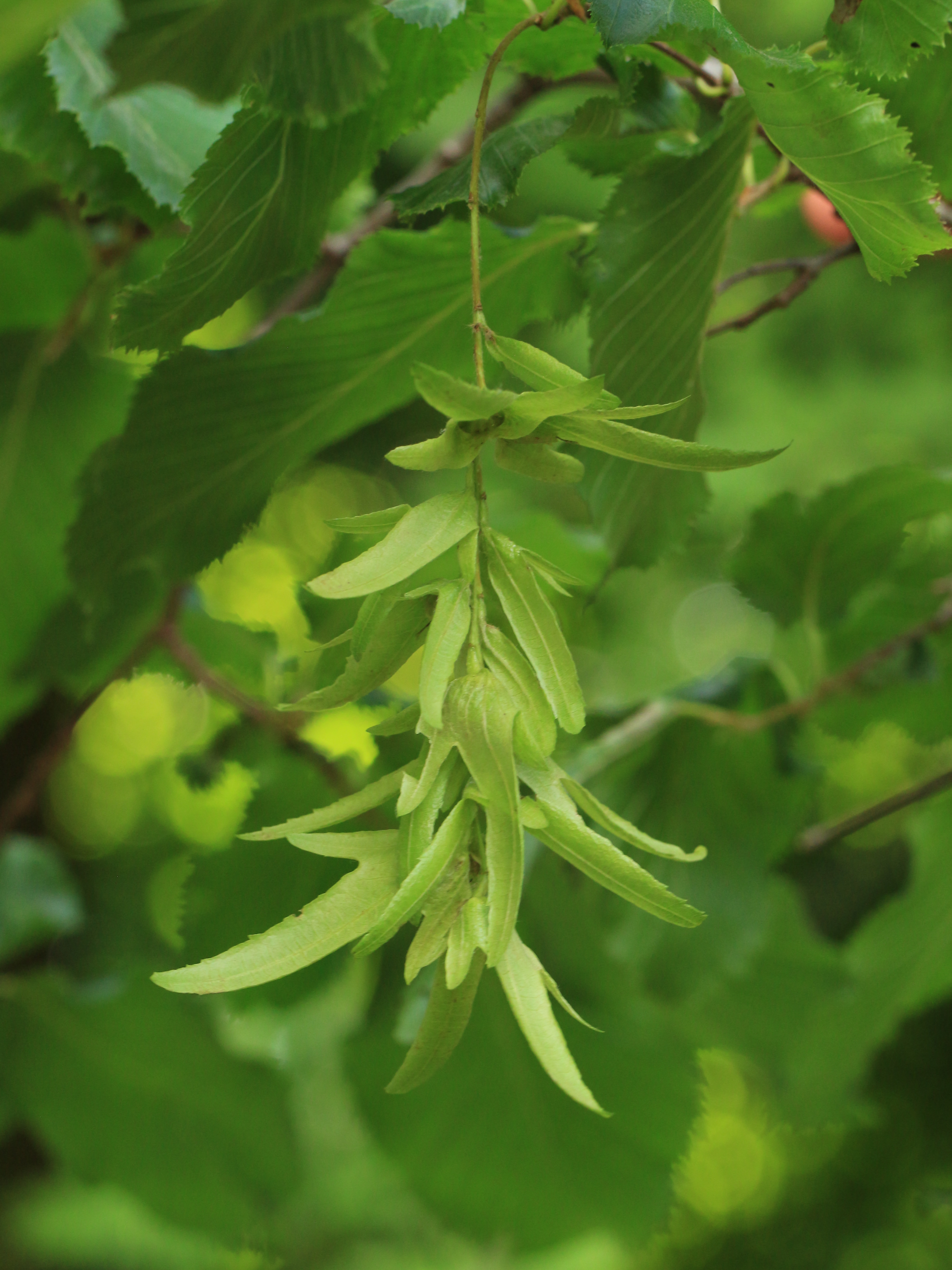
Fruchtstand

## Ökologie
Die Bestäubung erfolgt durch den Wind. Die flügelartig verwachsenen Vorblätter dienen als Flügel bei der Windausbreitung und anfangs der Versorgung der sich entwickelnden Frucht mit Assimilaten.

## Vorkommen

### Areal
Die Südbalkan-Hainbuche ist auf den Berg Nemërçka (Dousko) in Albanien (um Mali i Dembeli oberhalb von Lipa und Hänge oberhalb von Skore) und in Griechenland (um Kefalovryso) sowie auf den Berg Tymfi (um Mikro Papigko) beschränkt. Die Populationen befinden sich auf Karbonatgestein (Kalkstein) und sind in Höhenlagen zwischen 850 und 1500 Metern zu finden.

### Standorte
Die Südbalkan-Hainbuche kommt in verschiedenen Arten von Laubwäldern und Dickichten vor und bewohnt supramediterrane, xero-thermophilen Eichen-Hainbuchen-Hopfenbuchenwälder auf flachgründigen, kalkhaltigen Böden an steilen Hängen in der oberen Montanstufe. In einigen Gebieten bildet sie fast monodominante Bestände, während sie in anderen in gemischten Gesellschaften mit anderen Gehölzen wie Acer monspessulanum L., Carpinus orientalis, Juniperus excelsa M.Bieb., Ostrya carpinifolia, Prunus mahaleb L., Quercus petraea (Matt.) Liebl., Quercus pubescens Willd., Quercus trojana Webb wächst.
Im albanischen Teil des Verbreitungsgebiets ist die Südbalkan-Hainbuche Teil offener oder geschlossener xerophiler Dickichte mit Cercis siliquastrum L., Haplophyllum albanicum (Bald.) Bornm., Ostrya carpinifolia, Rhus coriaria L., Sorbus graeca (Spach) Schauer und anderen.
Auf dem Berg Tymfi kommt die Südbalkan-Hainbuche in submediterranen, xero-thermophilen Laub- und Schluchtwäldern zusammen mit Acer pseudoplatanus L., Carpinus orientalis, Juniperus oxycedrus L., Ostrya carpinifolia, Tilia platyphyllos Scop. und anderen vor.

## Systematik
Innerhalb der Gattung Hainbuchen gehört die Südbalkan-Hainbuche zur Sektion Carpinus. Sie wurde 2024 von serbischen und österreichischen Botanikern der Universitäten Belgrad und Innsbruck unter dem Namen Carpinus austrobalcanica (Südbalkan-Hainbuche) erstmals beschrieben.
Von der ähnlichen Gemeinen Hainbuche (Carpinus betulus) unterscheidet sie sich in einer Reihe von Merkmalen. Unterschiede liegen in der Rindenstruktur (tief in zentimetergroße Schuppen gerissen zu glatt oder mit flachen Rissen, keine Schuppenbildung); Rindenfarbe (hellbraun bis braun zu hellgrau); Knospenform (verkehrt-eiförmig zu spitz zulaufend); Blattstruktur (Oberfläche des Blattes flach, nicht gewellt zu stark gewellt); Blattnervatur (nicht ausgeprägt, mehr oder weniger in der Ebene der Blattoberfläche zu sehr ausgeprägt, auf der Blattunterseite hervorstehend und auf der Oberseite eingesenkt); Deckblatt (Breite des mittleren Lappens (8,4) 9,4–11,1 (11,3) Millimeter zu (8,1) 9,4-13,5 (14,2) Millimeter); Fruchtstand (sehr langgestreckt, bis zu 25 Zentimeter, unterbrochen, meist deutlich länger als das Tragblatt zu dicht, bis 15 Zentimeter, selten deutlich unterbrochen, meist wenig länger als das Tragblatt.